# Quintus Plotius Anteros
Quintus Plotius Anteros war ein antiker römischer Gemmenschneider.
Quintus Plotius Anteros ist heute nicht mehr durch überlieferte Werke, sondern aus einer erhaltenen Inschrift bekannt. Die in Rom gefundene Inschrift ist nicht exakt zu datieren, teilt aber mit, dass Plotius Anteros als gemmarius, als Gemmenschneider, tätig war und ein Freigelassener, also ein ehemaliger Sklave, war. Neben ihm werden zudem Babbia Asia, Gaius Babbius Regilus, Quintus Plotius Nicephorus und Quintus Plotius Felix als freigelassene Gemmenschneider genannt, die alle gemeinsam an der Via Sacra in Rom arbeiteten. Ob sie diese Werkstatt schon als Sklaven im Auftrag ihrer Besitzer betrieben hatten oder sie gemeinsam nach der Freilassung eröffneten, muss Spekulation bleiben. Quintus Plotius Anteros und die beiden anderen Plotier wurden von einem Quintus Plotius freigelassen, Babbius und Babbia von einer nicht namentlich genannten Frau. Der Inschrift-Träger war noch zu seinen Lebzeiten errichtet worden, einzig Plotius Nicephorus war zu dem Zeitpunkt schon verstorben. Die ergänzte und aufgelöste Inschrift lautet: